# 西大畑町
西大畑町（にしおおはたちょう）は、新潟県新潟市中央区の町字。丁番を持たない単独町名であり、住居表示未実施区域。郵便番号は951-8104。

## 概要
1879年（明治12年）から現在までの町名で、西堀通の裏側に位置する。1879年（明治12年）に新潟町の町域改変に伴い寄居白山外新田の一部地域から分立し、町名は旧字名の大畑にちなむ。
もとは砂丘と松林で江戸時代には牢屋敷が置かれ、明治時代でも引き続き監獄の所在地だった。隣接地には料亭行形亭があり、監獄が移転した跡地には西大畑公園と新潟市美術館が建てられた。また、小説家坂口安吾の出身地としても知られる。

### 隣接する町字
北から東回り順に、以下の町字と隣接する。
- 二葉町
- 田中町
- 西堀通
- 北浜通
- 中大畑町
- 北大畑町
- 南浜通
- 南大畑町
- 東大畑通
- 営所通
- 旭町通

## 歴史

### 分立した町字
1889年（明治22年）以後に、以下の町字が分立。
二葉町（ふたばちょう）
1927年(昭和2年)に西大畑町、田中町の一部から分離。1～3丁目がある。

### 年表
- 1879年（明治12年） : 寄居白山外新田の一部地域から分立。
- 1889年(明治22年)4月1日 : 新潟区の市制施行により新潟市の町丁となる。
- 1927年(昭和2年) : 二葉町が分立。
- 2007年（平成19年）4月1日 : 新潟市の政令指定都市移行により、中央区の町丁となる。

## 世帯数と人口
2018年（平成30年）1月31日現在の世帯数と人口は以下の通りである。
| 町丁     | 世帯数  | 人口    |
| -------- | ------- | ------- |
| 西大畑町 | 703世帯 | 1,648人 |

## 小・中学校の学区
市立小・中学校に通う場合、学区は以下の通りとなる。
| 番地 | 小学校             | 中学校             |
| ---- | ------------------ | ------------------ |
| 全域 | 新潟市立新潟小学校 | 新潟市立寄居中学校 |

## 地域
主な企業・施設
- 新潟大学教育学部附属新潟小学校
- 新潟大学教育学部附属新潟中学校
- 新潟大学教育学部附属特別支援学校
- 新潟市美術館
- 旧齋藤家別邸
- 砂丘館
- 安吾 風の館
- 行形亭 - 登録有形文化財に登録されている料亭。行形亭主の行形松次良は新潟県多額納税者であった[8]。

行政機関
- 在新潟中華人民共和国総領事館

## 観光

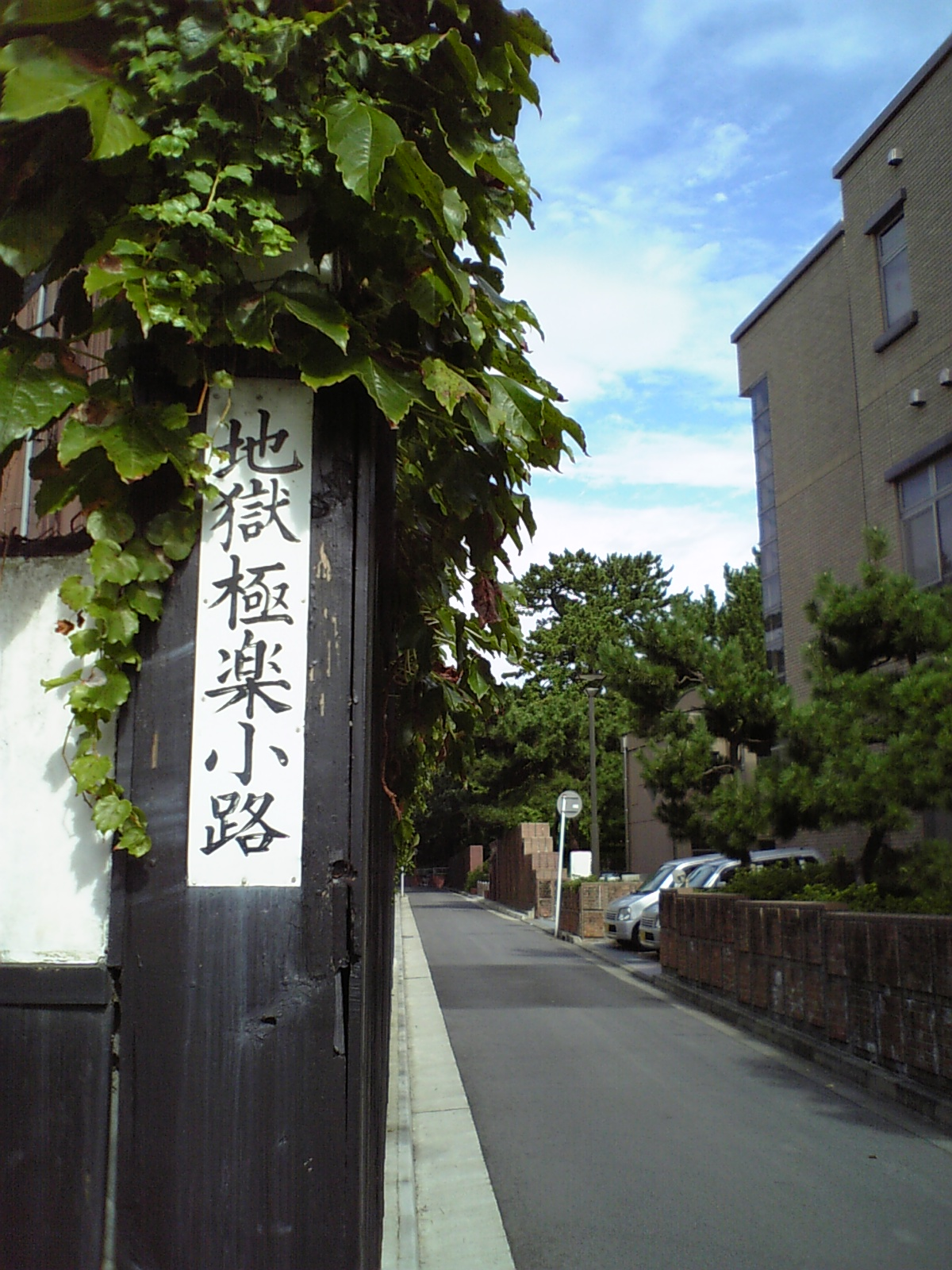
地獄極楽小路

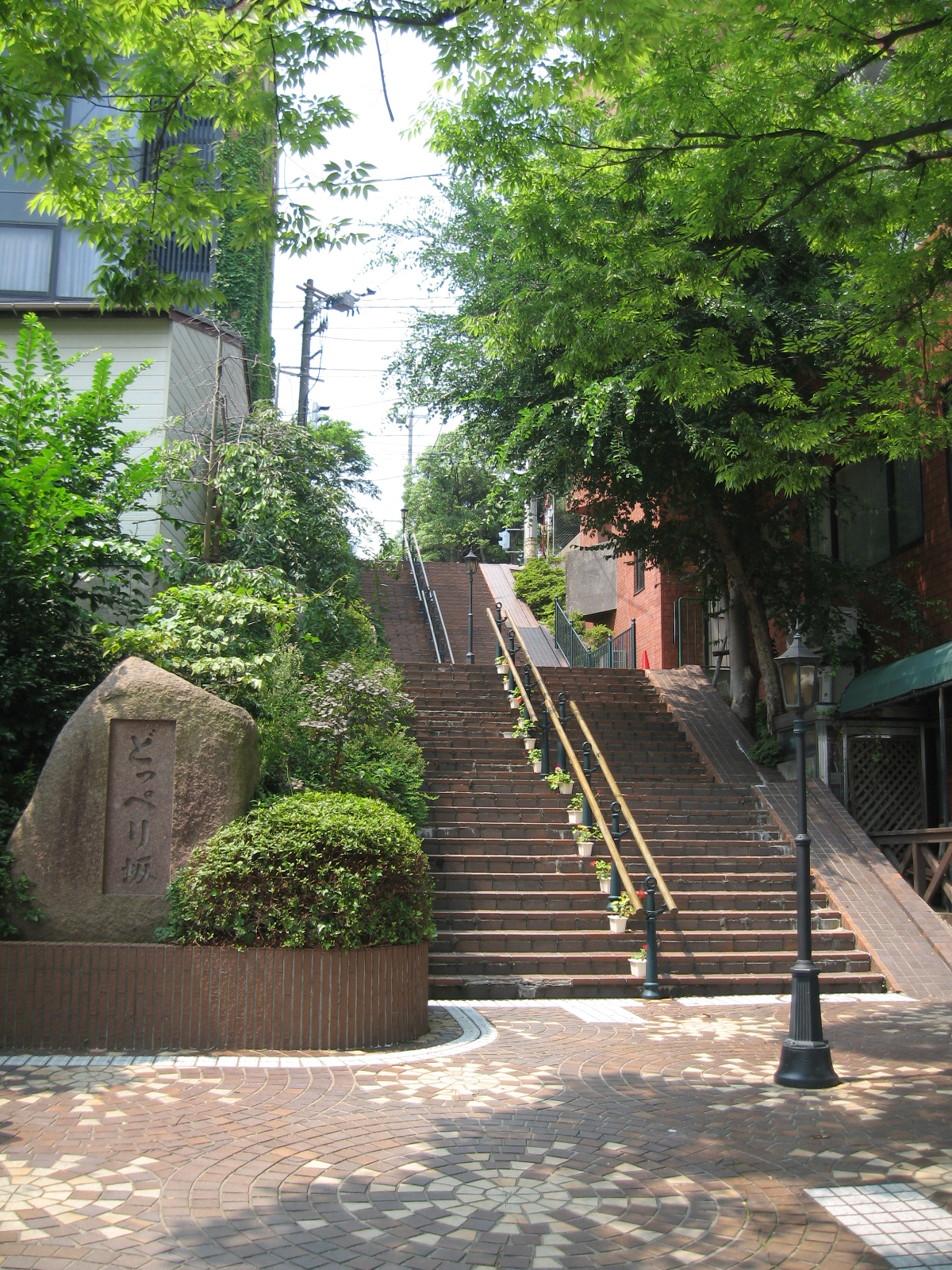
どっぺり坂
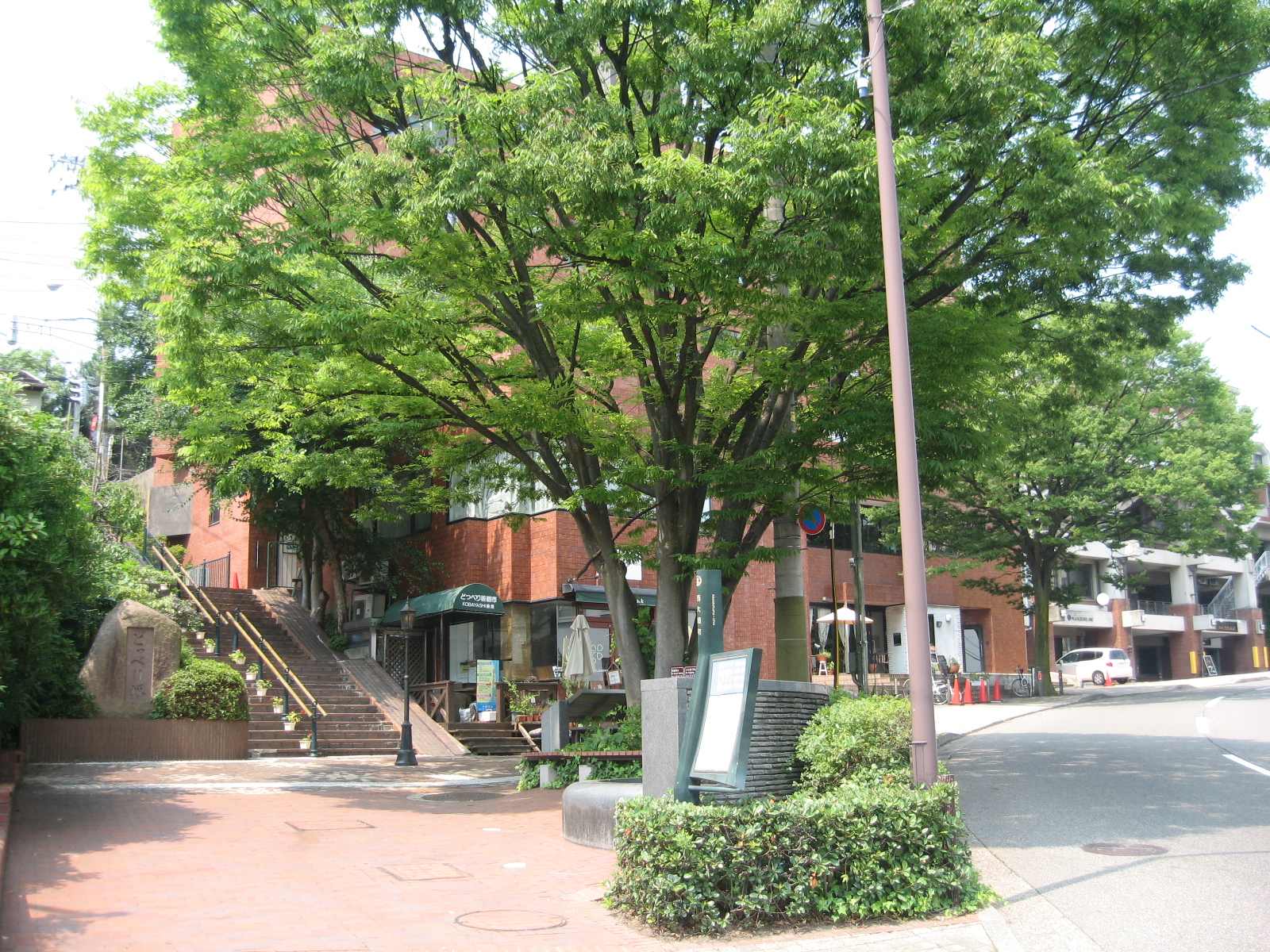
どっぺり坂周辺
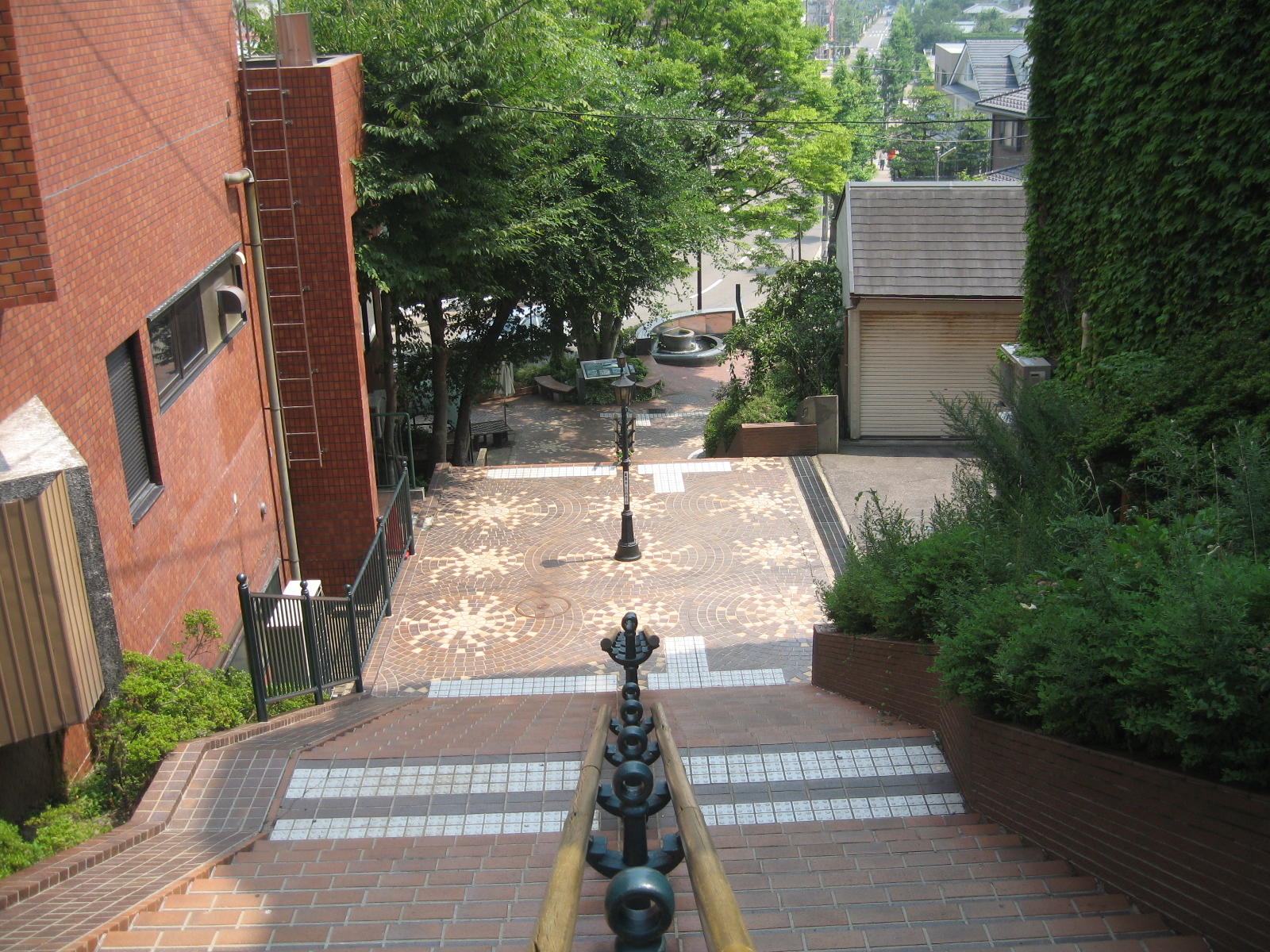
頂点から見たどっぺり坂
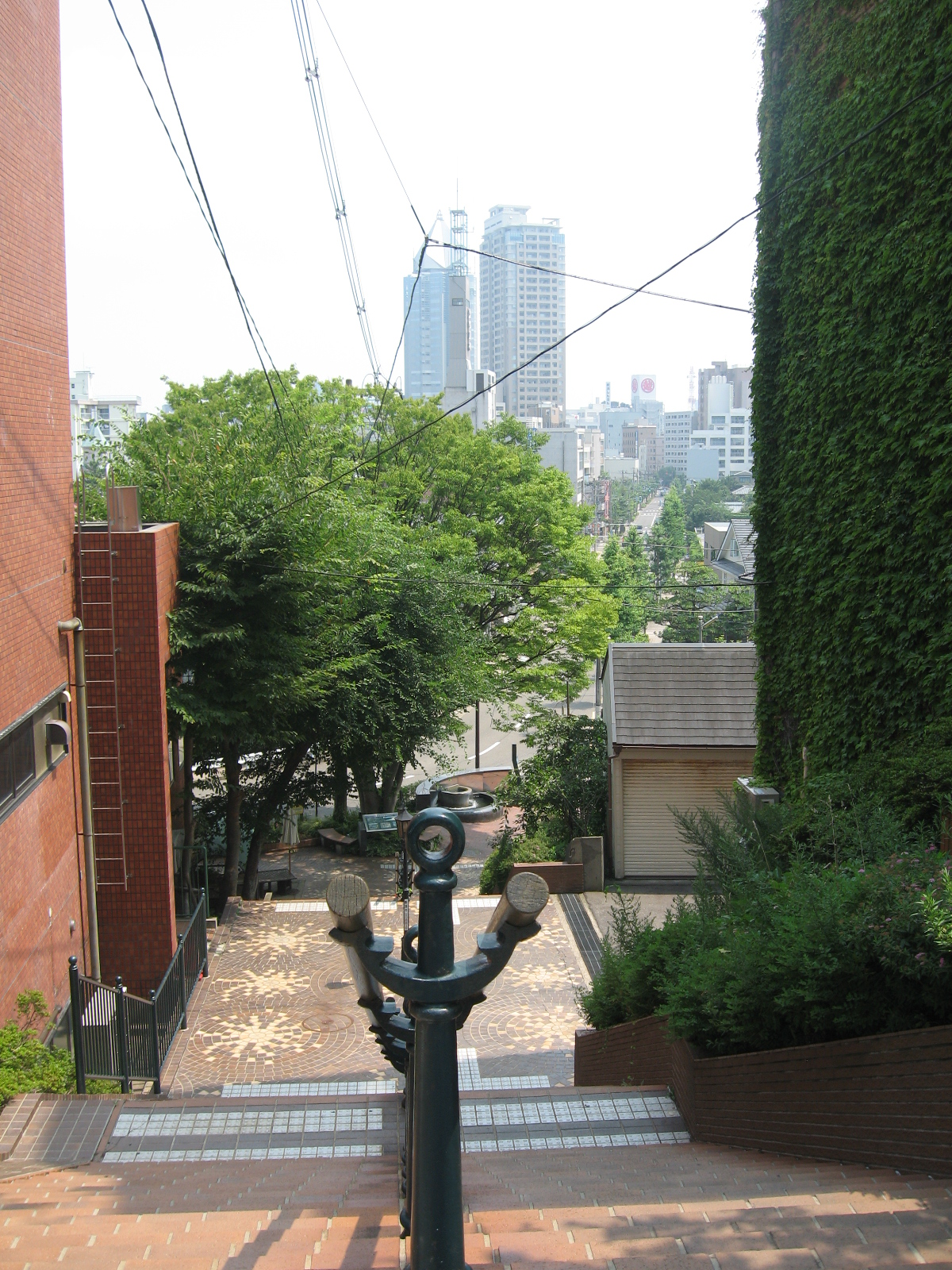
どっぺり坂からの風景

地獄極楽小路（じごくごくらくこうじ）
西大畑町東部、西大畑公園と料亭行形亭の間にある小路。
西大畑公園はかつて新潟刑務所があり、江戸時代には火葬場があった。そのため江戸時代側続く高級料亭である行形亭を「極楽」、犯罪を犯した受刑者が服役する刑務所を「地獄」になぞらえ、「地獄極楽小路」と呼ぶようになったとされる。
異人池（いじんいけ）
かつてカトリック新潟教会の西側にあった池。
1868年（明治元年）に開港した新潟には早くからキリスト教の宣教師が来訪し、1885年（明治18年）に人家もほとんど無い砂丘のふもとに新潟カトリック教会が建てられた。教会を建てるときに掘った井戸から水が涌き出して池になり、「異人池」と呼ばれるようになった。
1927年（昭和2年）に教会の聖堂が現在のものに建て替えられ、池畔のポプラ並木とともに異国のような風景が広がっていたが、周辺に住宅地が広がったことで湧水が減って池の水が少なくなり、大正期には池の半分が砂原となる。第二次世界大戦後になって残った池も宅地や道路になり、異人池は姿を消すこととなった。
異人池はその後『ある池のものがたり』の題材となり、現在の異人池の跡地とその周辺には「異人池○○」と名のついた建物が建てられている。
どっぺり坂（どっぺりさか）
西大畑町西部、かつて異人池があった跡地の北西にある坂。
異人池北西の砂丘高台の上にはかつて旧制新潟高等学校の六華寮があり、学校から異人池のわきに通じる階段の坂道は学生たちが古町へ繰り出す近道となっていたことから、いつしか「どっぺり坂」と呼ばれるようになった。
「どっぺり」は、ドイツ語で二倍を表す「Doppel（ドッペル）」を動詞化した学生言葉で、「落第」を意味する言葉として使われた。また、階段の段数も及第点の60点に満たない59段の時期があった。
旧制新潟高等学校はその後1950年（昭和25年）に新潟大学となり、六華寮は1965年（昭和40年）に関屋に移転。1970年（昭和45年）以降の新潟大学の五十嵐移転後も坂の名前は変わることが無く、1987年（昭和62年）に階段の段数を59段に戻す改修が行われた。
- どっぺり坂
- どっぺり坂周辺
- 頂点から見たどっぺり坂
- どっぺり坂からの風景

## 出身・ゆかりのある人物
- 坂口安吾（小説家）
- 中田瑞穂（脳神経外科医、新潟大学名誉教授） - 住所が西大畑町[12]。